# Sieciechów (gromada)
Sieciechów – dawna gromada, czyli najmniejsza jednostka podziału terytorialnego Polskiej Rzeczypospolitej Ludowej w latach 1954–1972.
Gromady, z gromadzkimi radami narodowymi (GRN) jako organami władzy najniższego stopnia na wsi, funkcjonowały od reformy reorganizującej administrację wiejską przeprowadzonej jesienią 1954 do momentu ich zniesienia z dniem 1 stycznia 1973, tym samym wypierając organizację gminną w latach 1954–1972.
Gromadę Sieciechów siedzibą GRN w Sieciechowie utworzono – jako jedną z 8759 gromad na obszarze Polski – w powiecie kozienickim w woj. kieleckim, na mocy uchwały nr 13e/54 WRN w Kielcach z dnia 29 września 1954. W skład jednostki weszły obszary dotychczasowych gromad Kępice (bez wsi Posiołek Kępicki), Łoje i Sieciechów oraz kol. Opactwo z dotychczasowej gromady Opactwo i wieś Przewóz z dotychczasowej gromady Zbyczyn ze zniesionej gminy Sieciechów w tymże powiecie. Dla gromady ustalono 13 członków gromadzkiej rady narodowej.
31 grudnia 1961 do gromady Sieciechów przyłączono wsie Bąkowiec, Opactwo, Posiołek Kępicki i Wola Klasztorna oraz stację kolejową Bąkowiec ze zniesionej gromady Wola Klasztorna.
Gromada przetrwała do końca 1972 roku, czyli do kolejnej reformy gminnej. 1 stycznia 1973 reaktywowano gminę Sieciechów.